# Aorun
Aorun („podle mytologického božstva Ao Run“) byl asi metr dlouhý, lehce stavěný masožravý dinosaurus ze skupiny Coelurosauria. Tento teropod dosahoval hmotnosti kolem 2 kilogramů, přesné rozměry dospělých jedinců ale není možné podle dosud objevených fosilií určit. Žil v období počátku svrchní jury, asi před 161,2 milionu let. Jeho fosilie byly nalezeny na severozápadě Číny (autonomní oblast Sin-ťiang). Zkameněliny pochází ze sedimentů geologického souvrství Š'-šu-kou a byly objeveny roku 2006.

## Popis
Aorun byl zřejmě menší a lehce stavěný predátor, který aktivně lovil drobné obratlovce (zejména ještěrky a savce). Žil ve stejném prostředí záplavové planiny jako například větší teropodi Limusaurus, Guanlong a Haplocheirus nebo sauropodi Bellusaurus a Mamenchisaurus.